# 仲暁子
仲 暁子（なか あきこ、1984年10月12日 - ）は、日本の実業家、ウォンテッドリー創業者、代表取締役CEO。
Forbes Japanの2016年1月の「この人が凄い！」アンケート10位。デブサミ2014アワードベストスピーカー賞総合3位を共同で受賞。

## 生い立ち
千葉県で生まれ育つ。両親は大学教授で、母は心理学者の仲真紀子、父は生物情報学者。デューク大学での母の滞在に同行し1年間アメリカの小学校に通った。研究者の両親のもとで小・中学生時代はインターネットやMacintosh、Visual Basic、HTML、CSSなどに親しんでいた。高校時代をニュージーランド（Wellington East Girls' College・Tamatea High School）で過ごした後、京都大学経済学部に入学。京都大学では、「顔の美しさも才能」だとして大学ミスコンの企画を主導したが、性差別助長、スポンサーや候補者選択などに関する懸念が持ち上がり、失敗に終わった。

## 経歴
2008年に京都大学経済学部を卒業後、ゴールドマン・サックスに入社し営業を担当。入社後2年ほどしてリーマン・ショックを機に退職し、北海道で仕事をしていた母の元で暮らしながら漫画家を目指す。2010年にFacebook日本支社に入社しその立ち上げに加わる。勤務先での仕事も続けながら同年に「フューエル」を起業（後にビジネス用ソーシャル・ネットワーキング・サービスの会社ウォンテッドリーとなる）。

## 人物像
学生時代から仲を知るはあちゅうによれば、仲はビジネスパーソンとして「とても凛としていてカッコいい女性」。古市憲寿によれば、一見「ふわふわとしている」が「生育環境のおかげで、プログラミングや外国語に小さい頃から親しんできた」人物であるという。
学生時代に読んだサイバーエージェント社長の藤田晋の著書の影響を受けて起業を志した。

## 著書
- ココロオドル仕事を見つける方法（サンマーク出版、2013年） ISBN 978-4-7631-3311-3
- ミレニアル起業家の 新モノづくり論 (光文社新書、2017年9月15日) ISBN 978-4334043117